# Вотерборо
Вотерборо (англ. Waterborough) — парафія в Канаді, у провінції Нью-Брансвік, у складі графства Квінс.

## Населення
За даними перепису 2016 року, парафія нараховувала 847 осіб, показавши скорочення на 0,5%, порівняно з 2011-м роком. Середня густина населення становила 1,9 осіб/км².
З офіційних мов обидвома одночасно володіли 55 жителів, тільки англійською — 780, а 5 — жодною з них. Усього 10 осіб вважали рідною мовою не одну з офіційних.
Працездатне населення становило 50% усього населення, рівень безробіття — 13,5% (22,9% серед чоловіків та 5,3% серед жінок). 85,1% осіб були найманими працівниками, а 8,1% — самозайнятими.
Середній дохід на особу становив $33 147 (медіана $25 280), при цьому для чоловіків — $35 860, а для жінок $30 306 (медіани — $33 216 та $20 672 відповідно).
36,5% мешканців мали закінчену шкільну освіту, не мали закінченої шкільної освіти — 23%, 39,9% мали післяшкільну освіту, з яких 20,3% мали диплом бакалавра, або вищий.
| Статево-вікова структура населення | Статево-вікова структура населення | Статево-вікова структура населення | Статево-вікова структура населення | Статево-вікова структура населення |
| ---------------------------------- | ---------------------------------- | ---------------------------------- | ---------------------------------- | ---------------------------------- |
|                                    |                                    |                                    |                                    |                                    |
| Всього                             | Всього                             | 52,1%47,9%                         |                                    |                                    |
| 0 — 14 років                       | 0 — 14 років                       |                                    | 8,9%                               | 8,9%                               |
| 15 — 64 років                      | 15 — 64 років                      |                                    | 60,7%                              | 60,7%                              |
| 65 і більше                        | 65 і більше                        |                                    | 30,4%                              | 30,4%                              |
| 85 і більше                        | 85 і більше                        |                                    | 2,4%                               | 2,4%                               |
| Середній вік (років)               | Середній вік (років)               | 51,951,0                           | 51,4                               | 51,4                               |
| Медіана (років)                    | Медіана (років)                    | 56,4                               | 56,4                               | 56,4                               |
| — чоловіки — жінки                 |                                    |                                    |                                    |                                    |

| Походження мешканців:     | Походження мешканців:     | Походження мешканців: | Походження мешканців: | Походження мешканців: |
| ------------------------- | ------------------------- | --------------------- | --------------------- | --------------------- |
| Походження                |                           |                       | осіб                  | %                     |
| Корінні американці        | Корінні американці        |                       | 45                    | 5.66%                 |
| Інше північноамериканське | Інше північноамериканське |                       | 360                   | 45.28%                |
| Європейське               | Європейське               |                       | 640                   | 80.5%                 |
| британське                | британське                |                       | 555                   | 69.81%                |
| французьке                | французьке                |                       | 155                   | 19.5%                 |
| Карибське                 | Карибське                 |                       | 10                    | 1.26%                 |
| Африканське               | Африканське               |                       | 10                    | 1.26%                 |

| Зайнятість населення за галузями (за класифікацією NOC): | Зайнятість населення за галузями (за класифікацією NOC): | Зайнятість населення за галузями (за класифікацією NOC): | Зайнятість населення за галузями (за класифікацією NOC): | Зайнятість населення за галузями (за класифікацією NOC): |
| -------------------------------------------------------- | -------------------------------------------------------- | -------------------------------------------------------- | -------------------------------------------------------- | -------------------------------------------------------- |
|                                                          |                                                          |                                                          |                                                          |                                                          |
| Управління                                               | Управління                                               |                                                          | 5,8%                                                     | 5,8%                                                     |
| Бізнес, фінанси та адміністрування                       | Бізнес, фінанси та адміністрування                       |                                                          | 8,7%                                                     | 8,7%                                                     |
| Охорона здоров'я                                         | Охорона здоров'я                                         |                                                          | 15,9%                                                    | 15,9%                                                    |
| Освіта, правозахист, муніципальні та урядові служби      | Освіта, правозахист, муніципальні та урядові служби      |                                                          | 10,1%                                                    | 10,1%                                                    |
| Роздрібна торгівля та послуги                            | Роздрібна торгівля та послуги                            |                                                          | 18,8%                                                    | 18,8%                                                    |
| Гуртова торгівля, транспорт та обладнання                | Гуртова торгівля, транспорт та обладнання                |                                                          | 24,6%                                                    | 24,6%                                                    |
| Природні ресурси, сільське господарство                  | Природні ресурси, сільське господарство                  |                                                          | 7,2%                                                     | 7,2%                                                     |
| Виробництво                                              | Виробництво                                              |                                                          | 5,8%                                                     | 5,8%                                                     |

## Клімат
Середня річна температура становить 5°C, середня максимальна – 21,8°C, а середня мінімальна – -14,7°C. Середня річна кількість опадів – 1 238 мм.
| Клімат поселення                              | Клімат поселення | Клімат поселення | Клімат поселення | Клімат поселення | Клімат поселення | Клімат поселення | Клімат поселення | Клімат поселення | Клімат поселення | Клімат поселення | Клімат поселення | Клімат поселення | Клімат поселення |
| Показник                                      | Січ.             | Лют.             | Бер.             | Квіт.            | Трав.            | Черв.            | Лип.             | Серп.            | Вер.             | Жовт.            | Лист.            | Груд.            |                  |
| Середній максимум, °C                         | −2,91            | −1,71            | 3,33             | 9,42             | 15,86            | 20,62            | 21,84            | 21,40            | 17,32            | 11,61            | 5,86             | −1,14            |                  |
| Середня температура, °C                       | −8,79            | −7,58            | −2,56            | 3,53             | 9,98             | 14,72            | 17,54            | 17,10            | 13,01            | 7,31             | 1,55             | −5,45            |                  |
| Середній мінімум, °C                          | −14,66           | −13,47           | −8,44            | −2,34            | 4,10             | 8,84             | 13,24            | 12,80            | 8,71             | 3,01             | −2,76            | −9,74            |                  |
| Норма опадів, мм                              | 123              | 90               | 107              | 96               | 99               | 91               | 93               | 77               | 103              | 113              | 120              | 126              |                  |
| Середньомісячна швидкість вітру, м/с          | 3.91             | 3.93             | 4.06             | 3.96             | 3.55             | 3.12             | 2.80             | 2.70             | 2.97             | 3.36             | 3.63             | 3.90             |                  |
| Середньомісячна сонячна радіація, кДж/м²·день | 5306             | 8534             | 12276            | 15214            | 18187            | 20189            | 19953            | 17682            | 13336            | 8557             | 5033             | 4091             |                  |
| --------------------------------------------- | ---------------- | ---------------- | ---------------- | ---------------- | ---------------- | ---------------- | ---------------- | ---------------- | ---------------- | ---------------- | ---------------- | ---------------- | ---------------- |
| Джерело:                                      |                  |                  |                  |                  |                  |                  |                  |                  |                  |                  |                  |                  |                  |